# Turdus libonyana
Turdus libonyana е вид птица от семейство Дроздови (Turdidae).

## Разпространение и местообитание
Видът е разпространен в сухата савана и гористите местности от Централна до Южна Африка. Среща се в Ангола, Ботсвана, Бурунди, Демократична република Конго, Есватини, Лесото, Малави, Мозамбик, Намибия, Република Южна Африка, Танзания, Замбия и Зимбабве.